# Password authentication protocol
O Password Authentication Protocol (PAP) — tradução: "protocolo de autenticação de senha" — é um protocolo de autenticação bem rudimentar, e seu princípio de funcionamento básico é o envio das credenciais (login/senha) em texto claro, ou seja, não criptografado.
O PAP é utilizado normalmente em cima do PPP (Point to Point Protocol), e alguns provedores de internet discada utilizavam este protocolo como mecanismo de autenticação. Por ser muito simples, praticamente todos os dispositivos de rede e sistemas operacionais o suportam. Como os dados são enviados em texto claro, o PAP é considerado inseguro. Após o estabelecimento do enlace, o processo de autenticação é realizado em duas etapas:
1. Cliente envia as credenciais;
2. Servidor confere os dados e valida(ACK) ou não(NAK) o acesso.

Com isso, podemos dizer que o PAP utiliza "two way handshake".